# 三亚国际免税城

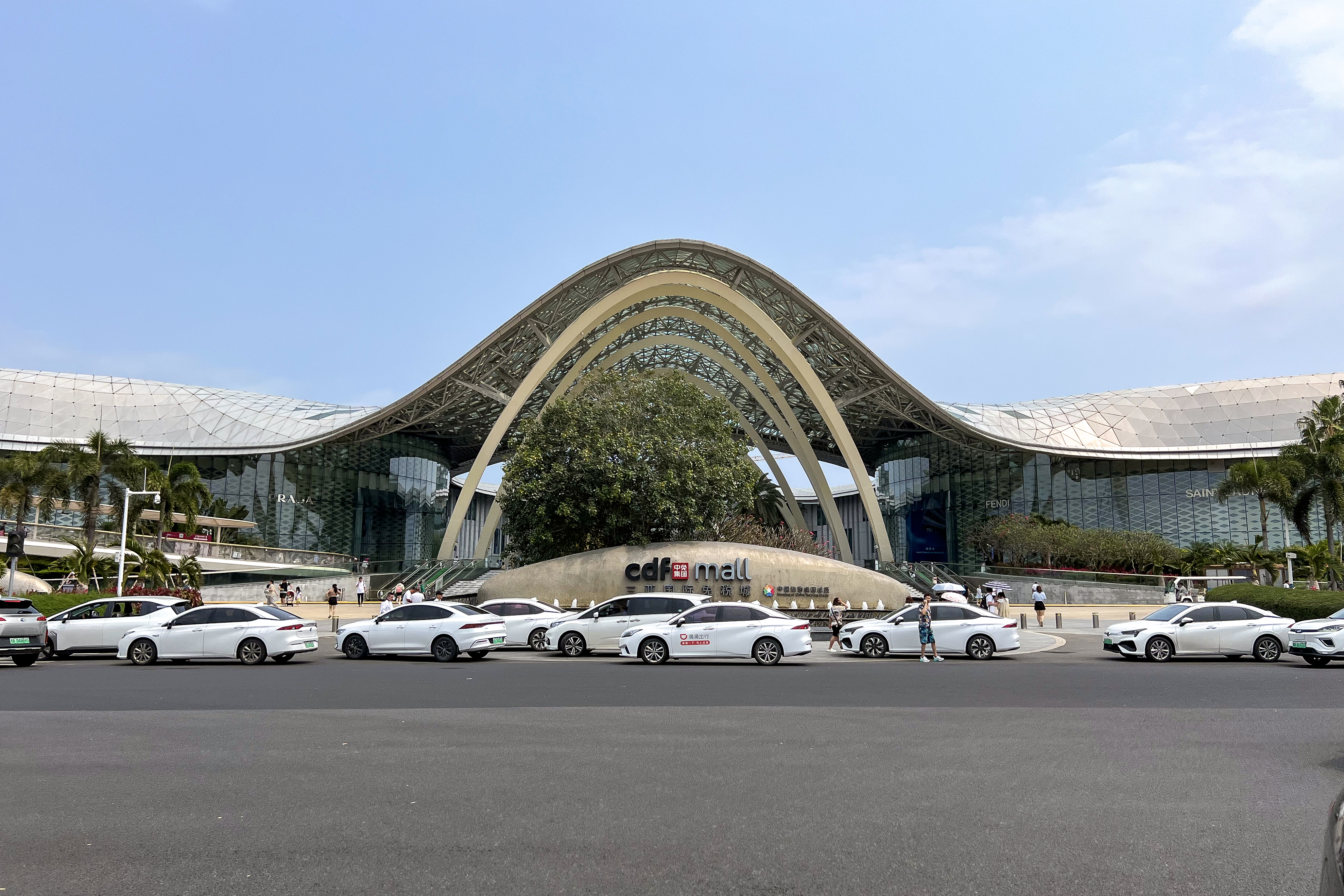
三亚国际免税城建筑外观

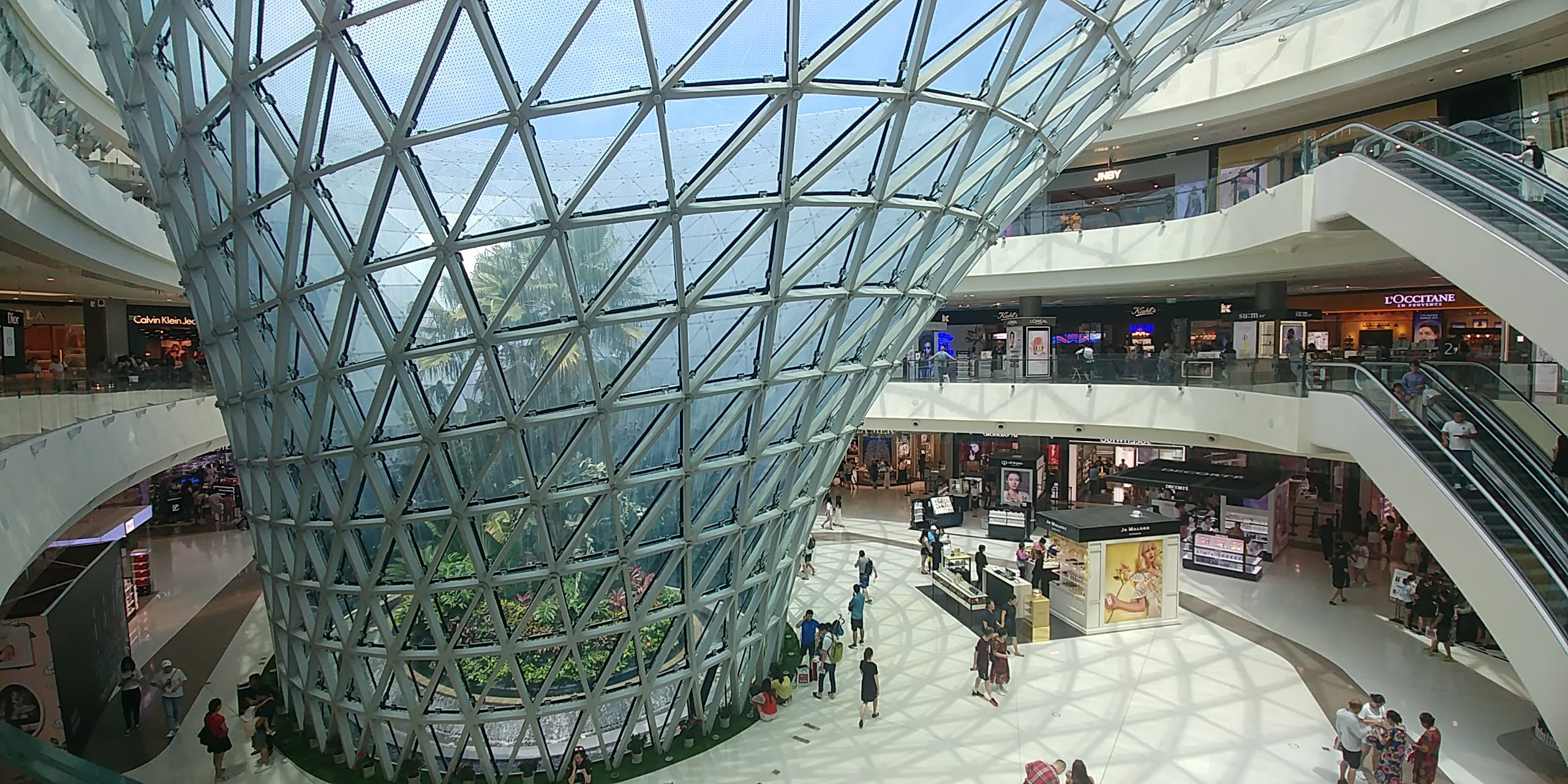
三亞國際免稅城

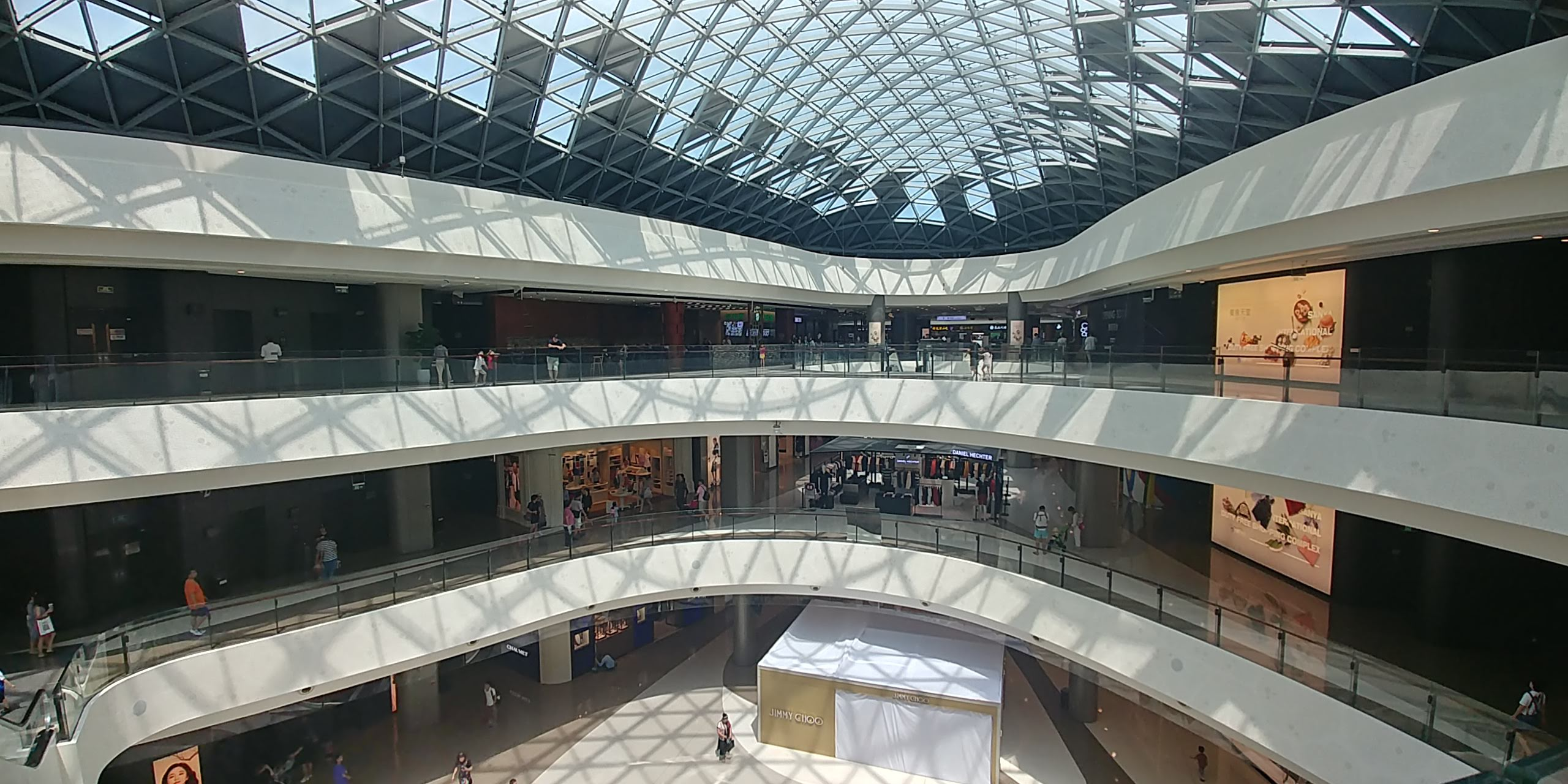
三亞國際免稅城

三亚国际免税城是中国大陆的一家免税店，于2009年9月1日开业，初期开设于大东海旅游区榆亚路，营业面积7000平方米。2014年9月1日，三亚免税店迁至东郊海棠湾新址，营业面积增加到7万多平方米，并更名为三亚国际免税城。目前，三亚国际免税城由中国旅游集团旗下企业中免集团负责运营。
三亚免税店经营近百个国际知名品牌的香水、化妆品、首饰、手表、皮具、太阳镜、服装等高端奢侈商品。
2011年4月20日，海南开始试行离岛免税政策，对年满16周岁、乘飞机离开海南本岛，前往中国大陆地区的国内外旅客，在指定的离岛免税店内，实行限次、限值、限量和限品种付款购买免税商品，最后在机场隔离区提货离岛。
截至2014年8月底，三亚免税店累计实现销售额逾80亿元人民币，接待顾客逾1240万人次。